# Katra Medniganj
Katra Medniganj is een nagar panchayat (plaats) in het district Pratapgarh van de Indiase staat Uttar Pradesh.

## Demografie
Volgens de Indiase volkstelling van 2001 wonen er 7.815 mensen in Katra Medniganj, waarvan 49% mannelijk en 51% vrouwelijk is. De plaats heeft een alfabetiseringsgraad van 65%.